# George H. Smith
George Henry Smith (geboren am 27. Oktober 1922 in Vicksburg, Mississippi; gestorben am 22. Mai 1996) war ein amerikanischer Schriftsteller. Er ist bekannt vor allem als Science-Fiction-Autor, publizierte aber auch in mehreren anderen Genres, darunter erotische Romane und Softpornos, wobei er zahlreiche Pseudonyme benutzte, unter anderem schrieb er als Jan Hudson, Jerry Jason, Jan Smith, George Hudson Smith, Diana Summers und Hal Stryker.

## Leben
Smith war der Sohn von George Henry Smith und von Maria Eve, geborene Poche. Von 1942 bis 1945 diente er in der US Navy. 1950 schloss er sein Studium an der University of Southern California mit dem Bachelor ab. Im gleichen Jahr heiratete er die Schriftstellerin M. Jane Deer, mit der zusammen er unter dem Pseudonym M. J. Deer auch einige Bücher schrieb. Seither arbeitete er als hauptberuflicher Schriftsteller.
Seine erste Kurzgeschichte veröffentlichte er mit The Last Spring, die 1953 in dem Magazin Startling Stories erschien. Der Großteil seiner Kurzgeschichten erschien dann bis Ende der 1950er Jahre, als er dazu überging, Romane zu schreiben. Seine frühe Science-Fiction ist meist eine Mischung aus SF, Action und Erotik, außerdem begann er aber Anfang der 1960er, zahlreiche Softporno-Paperbacks in einschlägigen Verlagen zu veröffentlichen.
Etwas ambitionierte Bücher begannen dann mit The Four Day Weekend (1966), als Aufstand der Maschinen auch auf Deutsch erschienen, und vor allem mit einer Reihe von Romanen, in denen er keltische Mythologie verarbeitete. Hierher gehören Druids’ World (1967), Witch Queen of Lochlann (1969) und die in der Fantasy-Alternativwelt Annwn angesiedelte Dylan Macbride-Romantrilogie (1969–1978).
1996 ist Smith im Alter von 73 Jahren gestorben.

## Bibliografie
Dylan Macbride / Annwn (Romanserie)
- 1 Kar Kaballa. 1969.
- 2 The Second War of the Worlds. 1976.
- 3 The Island Snatchers. 1978.

Romane
- Whip of Passion. 1959.
- Brutal Ecstacy. 1960.
- Swamp Lust. 1960.
- Baroness of Blood. 1961. (auch als Beautiful but Brutal)
- Scourge of the Blood Cult. 1961.
- The Coming of the Rats. 1961. (auch als Virgin Mistress)
- 1976 … the Year of Terror. 1961. (auch als The Year for Love)
- Soft Lips on Black Velvet. 1961.
- Assault. 1962. (als Ross Camra, auch als Space Sex von Roy Warren, 1965, und anonym als Sex Machine)
- Private Hell. 1962.
- Shocking She-Animal. 1962.
- Fever Hot Woman. 1962.
- A Place Named Hell. 1963. (mit M. Jane Deer, als M. J. Deer)
- Flames of Desire. 1963. (mit M. Jane Deer, als M. J. Deer)
- Doomsday Wing. 1963.
- Doomsday Wing. 1963.
- Bedroom Payoff. 1964. (als Jerry August)
- Strip Artist. 1964.
- The Unending Night. 1964. (mit Marion Zimmer Bradley)
  - Deutsch: Wie ein Feuerball. Moewig (Terra #496), 1967.
- The Forgotten Planet. 1965.
  - Deutsch: Im Reich der Vergessenen. Moewig (Terra Nova #26), 1968.
- The Forgotten Planet. 1965.
- Wildcat. 1965. (als Alan Robinson)
- Orgy Buyer. 1965. (als John Dexter)
- The Four Day Weekend. 1966.
  - Deutsch: Aufstand der Maschinen. Moewig (Terra Taschenbuch #161), 1969.
- Four Bed Wildcat. 1966. (als Jerry August)
- The Four Day Weekend. 1966.
- Druids’ World. 1967.
- Novice Sex Queen. 1968. (als Jeremy August)
- Witch Queen of Lochlann. 1969.
- The Devil’s Breed. 1979.
- The Rogues. 1980.
- The Firebrands. 1980.
- NYPD 2025. 1985. (als Hal Stryker)
- A Rebel’s Pleasure. 1986.

Romane als Jan Hudson
- Passion’s Web. 1961.
- Satan’s Daughter. 1961.
- Love Cult. 1961.
- Love Goddess. 1961.
- Girls Afire. 1962.
- Sorority Sluts. 1962.
- Strange Harem. 1962.
- Hell’s Highway (1962)
- Gang Girls. 1963.
- The Hottest Party in Town. 1963.
- The Virtuous Harlots. 1963.
- The Lovemakers. 1965. (auch als Sweet Invitation, 1974)
- Hell’s Angels. 1965. (auch als The New Barbarians, 1973)
- Those Sexy Saucer People. 1967. (auch als The People in the Saucers)
- The Multi-Sex Crowd. 1969.
- Bikers at War. 1976.
- Water Witch. 1988.

Romane als Jerry Jason
- Sexodus! 1963.
- Country Club Lesbian. 1963.
- Sexodus! 1963.
- The Psycho Makers. 1964.
- The Psycho Makers. 1964.
- Lesbian Triangle. 1965.
- The Virgin Agent. 1967.

Romane als Robert Hadley
- Two Times for Love. 1965.
- An Intimate Life. 1969.
- Pucker Power. 1970.
- Bedtime Betsy. 1976.

Romane als George Devlin
- Girl in Heat. 1972.
- Swappers Unlimited. 1974.
- The Hungry Years. 1974.
- Bikini Girl. 1978. (auch als Girl in the Red Bikini)
- Blonde Vixen. 1978.

Romane als Diana Summers
- Wild Is the Heart. 1978.
- Love’s Wicked Ways. 1978.
- Fallen Angel. 1981.
- Louisiana. 1984.
- The Emperor’s Lady. 1984.

Kurzgeschichten
- The Last Spring. 1953.
- The Savages. 1953.
- Narakan Rifles, About Face! 1954. (als Jan Smith)
- The Watchers. 1954. (als Jan Smith)
- One More Chance. 1954. (als Jan Smith)
- The Ordeal of Colonel Johns. 1954.
- The Last Crusade. 1955.
  - Deutsch: Der Überläufer. In: Walter Spiegl (Hrsg.): Science-Fiction-Stories 25. Ullstein (Ullstein 2000 #45 (2964)), 1973, ISBN 3-548-02964-1.
- The Towers of Silence. 1955.
- Witness. 1955.
- The Unwanted. 1955.
- At the Bridge. 1955.
- The Three Spacemen. 1955. (auch als George Hudson Smith)
  - Deutsch: Drei Raumfahrer. In: Walter Ernsting (Hrsg.): Utopia-Sonderband, #1. Pabel, 1955.
- Elected. 1956. (als George Hudson Smith)
- Shrine of Hate. 1956. (als George Hudson Smith)
- The Other Army. 1956.
- The Ships in the Sky. 1957.
  - Deutsch: Schiffe im Himmel. In: Bert Koeppen (Hrsg.): Utopia-Magazin 13. Pabel, 1958.
- The Night the TV Went Out. 1958.
- Hello, Terra Central! 1958.
- Benefactor. 1958.
- The Outcasts. 1958.
- Perfect Marriage. 1959.
- Ego-Transfer Machine. 1959.
- Paradox Lost. 1959.
- The Last Days of L.A. 1959.
- The Bare Facts. 1959.
- Specimens. 1959.
- The Great Secret. 1959.
- Too Robot to Marry. 1959.
- In the Imagicon. 1966.
  - Deutsch: Die Welt der Illusionen. In: Walter Ernsting (Hrsg.): Galaxy 6. Heyne (Heyne Science Fiction & Fantasy #3077), 1966.
- The Night Before. 1966.
- The Look. 1966.
- The Plague. 1966.
- In the Land of Love. 1970.
- Generation Gaps. 1972. (als Clancy O’Brien)
- A Matter of Freedoms. 1973. (als Clancy O’Brien)
- Flame Tree Planet. 1973.
- Take Me to Your Leader. 1980.
  - Deutsch: Mit denen werden wir fertig wie Lee mit Washington. In: Isaac Asimov, Martin Harry Greenberg, Joseph D. Olander (Hrsg.): Feuerwerk der SF. Goldmann (Edition ’84: Die positiven Utopien #8), 1984, ISBN 3-442-08408-3.

Sachliteratur
- Who Is Ronald Reagan? 1968.
- Martin Luther King, Jr. 1971.